# Шифр XOR
Шифр XOR — алгоритм шифрування, який як ключ використовує ключове слово та може бути записаний формулою
Ci = Pi XOR Kj.
де Kj - j-та літера ключового слова представлена в кодуванні ASCII. 
Ключове слово повторюється поки не отримано гаму, рівну довжині повідомлення.

## Історія
Набув широкого застосування у комп'ютерних мережах 90-х років у зв'язку зі простотою реалізації.
Застосовувався для шифрування документів Microsoft Word в середовищі Windows 95.

## На основі ГПВЧ
Нехай {\displaystyle S} - внутрішній стан ГПВЧ, {\displaystyle g(K)} - функція перетворення стану, {\displaystyle f(K)} - функція шифрування. 

Функція шифрування може змінюватися випадковим чином з кожним символом, тому вихід цієї функції повинен залежати не лише від поточного вхідного символу, але й від внутрішнього стану {\displaystyle S} генератора. Цей внутрішній стан перетворюється функцією перетворення стану {\displaystyle g(K)} після кожного кроку шифрування. Генератор складається з компонентів {\displaystyle S} та {\displaystyle g(K).} Безпечність такого шифру залежить від числа внутрішніх станів {\displaystyle S} й складності функції перетворення {\displaystyle g(K).} Відповідно характеристики послідовних шифрів залежать від властивостей генераторів псевдовипадкових чисел. З іншої сторони, сама функція шифрування {\displaystyle f(K)} є достатньо простою і може складатися лише з логічної операції ХОР.
Схематично генератори ПВЧ можуть бути реалізовані у вигляді скінченних автоматів, які включають двійкові тригерні комірки пам'яті. Якщо скінченний автомат має {\displaystyle n} комірок пам'яті, тоді він може приймати {\displaystyle 2^{n}} різних внутрішніх станів {\displaystyle S.} Функція перетворення станів {\displaystyle g(K)} представляється за допомогою комбінаторної логіки. 
У загальному, процес шифрування полягає у генерації відправником за допомогою ГПВЧ гами шифру й накладанні отриманої гами на відкритий текст таким чином, наприклад з використанням операції додавання по модулю 2, що в результаті отримується шифрований текст. Процес розшифрування зводиться до повторної генерації гами шифру отримувачем повідомлення й накладення цієї гами на зашифровані дані. 
В якості ключового потоку можна використовувати нелінійно "відфільтровани" вміст зсувного регістру, а для отримання послідовності максимальної довжини - лінійний зворотний зв'язок. 
Функція f обирається таким чином, щоб забезпечити баланс між нулями та одиницями, а фільтрована послідовність мала розподіл, близький до рівномірного. Також потрібно, щоб фільрована послідовність мала великий період. Якщо {\displaystyle 2^{m}-1} є простим числом (наприклад, при {\displaystyle m=3,\,\,\,\quad \,\,2^{3}-1=7}), то фільтрована послідовність може мати період {\displaystyle 2^{m}-1} при виборі структури зсувового регістру у відповідності із незвідним тривіальним многочленом {\displaystyle h(X)} степені {\displaystyle m.} До таких {\displaystyle m} відносяться 2, 3, 5, 7, 13, 17, 19, 31, 61, 89, 107, 127, 607, 1279, 2203, 2281, а отримані таким чином чила є простими числами Мерсенна.  
В колі зворотного зв'язку може використовуватися нелінійна логіка. Типовий нелінійний генератор із регістром зсуву представляє собою генератор, у схемі зворотного зв'язку якого засосовується нелінійна логіка. У лінійному генераторі використовувався лише зворотний зв'язок по модулю 2; цей зворотний зв'язок можна розглядати як "лінійну логіку". Прикладом нелінійної логіки може бути додавання по модулю 2 вихідного сигналу одного каскаду {\displaystyle S_{i}} із логічною комбінацією кон'юнкції вихідних сигналів двох інших каскадів ({\displaystyle S_{j}} та {\displaystyle S_{k}}). Це можна записати наступним чином: 
{\displaystyle {\text{Логіка зворотного зв'язку = }}S_{i}+S_{j}S_{k.}}
Основною перевагою такого нелінійного генератора із регістром зсуву (у порівнянні із лінійним генератором й нелінійними генераторами інших типів) є те, що він дає більше "максимальних" послідовностей (довжиною {\displaystyle 2^{n}}) при даному числі n каскадів регістру.  
Якщо період гами шифру перевищує довжину тексту, який шифрується й нападнику невідома жодна частина відкритого тексту, то такий шифр можна відкрити лише прямим перебором усії варіантів ключа. У цьому випадку криптостійкість шифру визначається довжиною ключа, яка може бути достатньо великою.

## Використання
Джерелом гами шифру може бути блоковий шифр, який працює у режимі зворотного зв'язку й на основі діючого ключа {\displaystyle K} та вектору ініціалізації {\displaystyle IV}. 
Якщо НСД чисел {\displaystyle n,\delta \in \mathbb {N} } ({\displaystyle n>1:(n,\delta )=1}), то {\displaystyle \forall l\in \mathbb {Z} _{n}} у рівнянні 
{\displaystyle l+k\cdot \delta =x_{k}\mathrm {mod} \,n,}
для різних {\displaystyle k\in \mathbb {Z} _{n}} усі значення {\displaystyle x_{k}\in \mathbb {Z} _{n}} є різними.
Нехай {\displaystyle k_{1}\neq k_{2},} але {\displaystyle x_{1}=x_{2}.} Тоді 
{\displaystyle l+k_{1}\cdot \delta =l+k_{2}\cdot \delta \,\mathrm {mod} \,n,}
або
{\displaystyle (k_{1}-k_{2})\cdot \delta =0\,\mathrm {mod} \,n.}
Останнє суперечить вимозі взаємної простоти чисел {\displaystyle (n,\delta )=1,} тобто {\displaystyle \forall k_{1}\neq k_{2}\Rightarrow x_{1}\neq x_{2}.}
Алгоритм генерації підстановки степені {\displaystyle n}, {\displaystyle X={\begin{pmatrix}0&...&n-1\\x_{0}&...&x_{n-1}\end{pmatrix}}} , формулюється за допомогою послідовності випадкових чисел {\displaystyle j_{0},j_{1},...,j_{n-1}\in \mathbb {Z} _{n}.} Вибір величини {\displaystyle n} - розміру підстановки заміни можна прийняти довільним. Для забезпечення зручної реалізації алгоритму доцілно обирати значення, які відповідають розрядній сітці мікропроцесорів, а саме: {\displaystyle n=2^{m},} де {\displaystyle m=2,4,8,...} Коефіцієнт імітостійкості для {\displaystyle n=2^{2}} є найменшим, а застосування {\displaystyle n=2^{8}=256} призведе до суттєвого сповільнення процесу шифрування. 
Матриця перехідних ймовірностей для вузла накладання шифру обчислюється формулою:
{\displaystyle {\mathcal {P}}={\begin{pmatrix}p_{11}&...&p_{1n}\\...&...&...\\p_{n1}&...&p_{nn}\end{pmatrix}}=\sum x_{i}\in S_{n}p_{x_{i}}\cdot {\bar {X}}_{i},}
де {\displaystyle p_{ij}=P(i/j),\,\,\,i,j={\overline {1,n}}} - умовна ймовірністьпояви на виході вузла знаку {\displaystyle j} в разі надходження знаку {\displaystyle i;} {\displaystyle {\bar {X}}_{i}} - підстановочна матриця, яка відповідає генерованій підстановці {\displaystyle X_{i}\in S_{n}.}
Якщо послідовність випадкових чисел {\displaystyle j_{0},j_{1},...,j_{n-1}\in \mathbb {Z} _{n}} є незалежною у сукупності та має рівномірний розподіл, алгоритм забезпечує формування {\displaystyle S_{n}} - симетричної групи підстановок степені {\displaystyle n.} Ймовірність появи послідовності {\displaystyle j_{0},j_{1},...,j_{n-1}\in \mathbb {Z} _{n}}
{\displaystyle P(j_{0},j_{1},...,j_{n-1}\in \mathbb {Z} _{n})=({\frac {1}{n}})^{n}\neq 0,}
в тому числі такої, яка утворює нижню стрічку підстановки без коригування послідовності. 
| Крок | Формальний опис                                                                                              | Коментар                                              |
| ---- | --- | ----------------------------------------------------- |
| 1.   | {\displaystyle k:=j_{k},\,m:=1,\,{\mathcal {A}}:=\{\emptyset \}.}                                            | Ініціалізація змінних                                 |
| 2.   | {\displaystyle x_{k}:=j_{m}.}                                                                                | Визначення чергового переходу                         |
| 3.   | {\displaystyle {\mathcal {A}}:={\mathcal {A}}\cup \{x_{k}\}.}                                                | Перелік визначених переходів.                         |
| 4.   | {\displaystyle k:=k+1\,\mathrm {mod} \,n.}                                                                   | Номер наступного переходу                             |
| 5.   | {\displaystyle m:=m+1.}                                                                                      | Номер чергового випадкового числа                     |
| 6.   | Якщо {\displaystyle m=n}, то виконується крок 10, якщо ні - крок 7                                           | Умовний перехід у кінець.                             |
| 7.   | Якщо {\displaystyle j_{m}\notin {\mathcal {A}}}, то виконується крок 2, якщо ні - крок 8                     | Умовний перехід до визначення наступного переходу.    |
| 8.   | {\displaystyle j_{m}:=j_{m}+\delta \,\mathrm {mod} \,n.}                                                     | Модифікація випадкового числа.                        |
| 9.   | Далі виконується крок 7.                                                                                     | Перехід до перевірки у переліку визначених переходів. |
| 10.  | Останньому переходові присвоюється значення {\displaystyle x_{k}:=\mathbb {Z} _{n}\setminus {\mathcal {A}}.} | Завершення роботи алгоритму.                          |

## Приклад
Відкритий текст: "алгоритм шифрування, який як ключ використовує ключове слово"
Ключ: "qwertyqwertyqwertyqwertyqwertyqwertyqwertyqwertyqwertyqwertyqwertyqwerty"
Шифротекст:"‘њ†њ„‘ѓ›EЉњЌЃ„‡’™”Ћ[EЌћ‘*W–R‹“џ†—БТ“љ‰’’T›™ќ‹‚њ€ѓ™‡ЃОY›њ›…љ›”W”™љ›џ"
| Відкритий текст | а | 11100000 |
| Ключ            | q | 01110001 |
| Шифротекст      | ‘ | 10010001 |

по правилу 
```
0+0=0
0+1=1
1+0=1
1+1=0
```

## Криптоаналіз
Криптоаналіз шифру XOR аналогічний криптоаналізу шифра Віженера .
Ще ефективніша атака з відомим відкритим текстом, у разі якщо відомо частину відкритого тексту:
Для приведеного прикладу, якщо стало відомо що повідомлення починається зі слова "алгоритм"
```
"алгоритм"
 XOR 
"‘њ†њ„‘ѓ›"
 =
"qwertyqw"
 .
```

Таким чином ключ відновлено.
Якщо використовується ключ довжиною, як найменше, рівний довжині повідомлення, то шифр XOR стає значно більш криптостійким, ніж при використанні ключа, що повторюється. У разі, якщо для утворення такого ключа використовується генератор псевдовипадкових чисел, то результатом буде потоковий шифр. 
Якщо для утворення ключа використовується генератор істинно випадкових чисел, то у цьому разі ми маємо справу з шифром Вернама - єдиною криптографічною системою, для якої теоретично доведена абсолютна криптографічна стійкість.